# LEDIA
MAID-IDOL LEDIAは、2014年に4人のメイドカフェスタッフで結成されたメイド衣装の滋賀ご当地アイドルグループ。
デビューは2014年7月に滋賀県大津市の石山にて開催された石山夜市という夏祭でデビューしたと認知されているが、正確には同年6月にびわ湖放送のテレビ番組「勇さんのびわ湖カンパニー」で開催された「びわカン大感謝祭」で公開ライブを行ったのがデビューとされている。

## 概要
デビューした7月と同時期に同番組「勇さんのびわ湖カンパニー」にアシスタントタレントグループとして1年間出演を果たし、後にメンバー内の「ルナ シュナイター」のみレギュラータレントとして起用される。
関西ケーブルテレビ局Z-TVの番組「はちすま」にもリポーターとしてレギュラー出演しており、その他ラジオ、雑誌など数十に及ぶ媒体に取り上げられる。
LEDIAのデビュー曲「夏色キャンパス」をはじめ選抜された4曲はカラオケに本人映像で公開されている。
また2015年には番組とスーパーアルプラザ平和堂のコラボ企画にてLEDIAスイーツが販売され、販売開始5分で100個を売り上げる実績を出したことから、同年11月に大阪府高槻市のアルプラザ平和堂高槻店内にて600個販売企画に挑戦し、2時間で完売「平和堂の販売記録」を塗り替える快挙を遂げている。
LEDIAの曲は全てオリジナル曲になっており、作曲は「OSSAN」作詞は全てメンバーにて構成されているといわれているが、一部は大手事務所の某作曲家が手がけているとの噂もある。事実に関しては未公開とされている。
LEDIAは番組内の主演司会者「川本勇」がプロデュースしたと番組内では公開されているが、正確には川本勇はプロデュースには一切関わっておらず、滋賀県内の芸能事務所CRAUDIAがプロデュースしており、奇抜な衣装と多彩な演出で滋賀県内のイベントに出演を果たし県内での認知も広まっていった。
活動2年間で2度のメンバー編成を行っており、メンバーは全て滋賀県内のメイドカフェCRAUDIAのスタッフで構成されている。
番組内企画で滋賀ヲタク大使に任命され、後に東近江市で開催される二五八祭PR大使にも任命されている。その後、県内の行政から感謝状が贈られるなど活動範囲はアイドルライブだけでなくタレント寄りの活動だったといえる。
解散時に初期メンバーはルナ シュナイターのみ存続し、後にテレビCMのタレントとして起用されるなど、タレント活動を続けると思われていたが引退を表明した。
解散理由はプロデュースしていた芸能事務所CRAUDIAとの契約期間が満期したものと発表されている。

## メンバー

### 初期メンバー
- リシェル チェルドール
- レイ チェルドール
- リン フィオナ
- ルナ シュナイター

### 第二期メンバー
- レイ チェルドール
- リン フィオナ
- ルナ シュナイター

### 第三期メンバー
- ルナ シュナイター
- メメ シャルロット
- アリス ミムラス

### 第四期メンバー
- ルナ シュナイター
- メメ シャルロット
- シイナ　メルロイド